# ويليام لانغدون
ويليام لانغدون (بالإنجليزية: William Langdon) هو قاضي ومحامي أمريكي، ولد في 25 سبتمبر 1873 في مقاطعة ألاميدا في الولايات المتحدة، وتوفي في 10 أغسطس 1939 في هيلسبورووغ في الولايات المتحدة.